# Vue Bruuns
 For alternative betydninger, se Vue Bruuns (flertydig). (Se også artikler, som begynder med Vue Bruuns)
Vue Bruuns (tidligere CinemaxX Aarhus) er en multiplex-biograf, beliggende i Bruuns Galleri i Aarhus, som er bygget sammen med Aarhus Hovedbanegård.
Biografen blev åbnet i oktober 2003 og ejes af tyske CinemaxX AG. I 2013 blev biografen udvidet med tre nye sale, så den med sine elleve sale og 2.381 sæder er Danmarks næststørste biograf.
Vue har senest 3D-biografsale baseret på RealD 3D-teknologien. Den første film, der blev vist i 3D-salene var Disney's Up. Den blev fulgt op af A Christmas Carol.
Biografen annoncerede i 2016, at man åbnede en IMAX-sal i stedet for den tidligere Sal 1. IMAX-salen åbnede d. 14. december 2016 til premieren på Rogue One: A Star Wars Story.
I maj 2024 skiftede CinemaxX Aarhus navn til Vue.